# Саэки, Кадзуми
Кадзуми Саэки (яп. 佐伯 一麦 Саэки Кадзуми, род. 21 июля 1959 года) — японский писатель, известный своими произведениями в жанре сисёсэцу («повести о себе»). Настоящее имя — Тору Саэки (佐伯 亨); псевдоним Кадзуми (一麦), имеющий в качестве одного из своих составляющих иероглиф 麦 (хлеба), происходит от пейзажей хлебных полей Ван Гога, любимого художника Саэки.

## Биография
Родился и живёт в Сендае (преф. Мияги). Окончил там же среднюю школу. В юности испытал влияние писателей послевоенной группы (особенно Ютака Хания) и Льва Толстого, пробовал себя в школьном додзинси. В 1975 году отправился в поисках себя в Токио. В течение нескольких лет работал журналистом. В Токио познакомился с творчеством глубоко тронувшего его Ван Гога, аллюзия на которое позднее вошла в его псевдоним. В те же годы увлёкся Кэндзи Накагами, отчасти подражая его эксцентричному образу жизни. После женитьбы и рождения дочери в 1981 году постоянно вынужденно менял места проживания, сменив к 1993 году в общей сложности до тридцати адресов. В 1982 году, из-за собственных творческих амбиций оставив должность журналиста, стал разнорабочим, впоследствии переквалифицировавшись в электрика. Работая электриком, начал первые литературные опыты. Позднее в 2007 году Саэки опубликовал «Каменные лёгкие» (石の肺), произведение, написанное в жанре документальной прозы. В ней он описывает свой опыт работы электриком, когда регулярное соприкосновение с асбестсодержащими стройматериалами привело к плевриту и хронической астме. Сильно подорвав здоровье, работу электрика оставил.
Как писатель дебютировал в 1984 году с рассказом «Связывание деревьев» (木を接ぐ), удостоенного премии журнала «Умицубамэ» (海燕, «Качурки») для начинающих писателей. Представительный состав жюри, в который входили тогда Минако Оба, Дзякутё Сэтоути, Синъитиро Накамура, Ёсикити Фуруи и Тэцуо Миура, способствовал широкому признанию таланта Саэки. После этого первого успеха решил посвятить себя литературной деятельности. С самого начала выбрал в качестве основополагающей для себя формы традиционный для Японии сисёсэцу. Написанный на основе личного опыта работы электриком сборник рассказов «Короткое замыкание» (ショート・サーキット, 1990) завоевал премию Номы для начинающих писателей. Последовавший за ним «Раскованный парень» (ア・ルース・ボーイ, 1991), рассказавший вновь автобиографичную историю становления отцом, был удостоен премии Мисимы.
После десятилетней скитальческой жизни в мегаполисе Саэки вместе с супругой переехал в родной Сэндай. Картины их совместной жизни в Тохоку стали основой произведений «Когда скроется солнце за высокой горой» (遠き山に日は落ちて, 1996, премия Киямы) и «Семья в стальной башне» (鉄塔家族, 2004, премия Осараги). В 1997 году вместе с супругой, получившей возможность продолжить своё образование, отправился в Норвегию, где провёл около года. По мотивам жизни там был позднее написан роман «Норвегия» (ノルゲ Norge, 2007, премия Номы), наиболее известная работа Саэки на сегодняшний день.